# Antifa w Polsce

Logo Antify z czarną i czerwoną flagą

Antifa w Polsce – zbiorcze określenie ogółu osób deklarujących się jako antyfaszyści i czynnie sprzeciwiających się tendencjom skrajnie prawicowym (utożsamianymi przez Antifę z faszyzmem) w Polsce. Jest ruchem nieformalnym, pozbawionym kierownictwa czy wewnętrznej hierarchii. Pierwsze wzmianki o nierejestrowanych grupach zwanych antyfaszystowskimi w Polsce pojawiły się w latach 90. XX wieku. Polskie środowiska antyfaszystowskie są bardzo zróżnicowane pod względem działalności.
Od 2012 w Warszawie, każdego roku w listopadzie, odbywają się manifestacje antyfaszystowskie będące odpowiedzią na Marsze Niepodległości. W 2012, 2016, 2017, 2018 i 2019 odbyły się one 11 listopada, w Narodowe Święto Niepodległości. W 2013 i 2014 miały one miejsce 9 listopada, w rocznicę nocy kryształowej.

## Ideologia
Antifa jest nieformalnym ruchem antyfaszystowskim, pozbawionym jakiegokolwiek kierownictwa czy wewnętrznej hierarchii. W Polsce sprzeciwia się on przede wszystkim działaniom takich grup jak Polska Wspólnota Narodowa, Obóz Narodowo-Radykalny, Narodowe Odrodzenie Polski, Młodzież Wszechpolska czy bardziej nieformalnym ruchom, jak Krew i Honor czy Autonomiczni Nacjonaliści. Nie ma konkretnej ideologii politycznej związanej z Antifą, w ramach ruchu w Polsce działają osoby deklarujące się jako anarchiści, socjaliści, socjaldemokraci, demokraci, ekolodzy czy liberałowie. Przy czym, nie wszyscy działacze antyfaszystowscy określają się mianem Antify.
W ramach polskiego ruchu widoczne są odwołania do międzywojennych tradycji antyfaszystowskich (m.in. Czerwona Strzała, Akcja Socjalistyczna), jak również do działań polskiego ruchu oporu w czasie II wojny światowej, przy czym często przywołuje się takie wydarzenia jak powstanie warszawskie czy powstanie w getcie warszawskim, czy takie sylwetki jak Irena Sendlerowa, Krzysztof Kamil Baczyński lub Stefan Rowecki.
Przedstawiciele polskiej Antify są często nieprzychylni również ideologii komunizmu, o czym świadczą między innymi deklaracje samych antyfaszystów i starcia członków grup z działaczami Komunistycznej Młodzieży Polski, co m.in. miało miejsce podczas marszu antyfaszystowskiego w 2014.

## Historia

### Polska międzywojenna
W międzywojennej Polsce ruch stricte Antify nie funkcjonował. Istniały za to wzorujące się na symbolice Frontu Żelaznego PPS-owska Akcja Socjalistyczna i bundowski Cukunft Szturm, które często toczyły walki z bojówkami ONR i innych organizacji nacjonalistycznych. W ówczesnej prasie odnotowano natomiast przejazd przez Polskę Yussufa Nadżyba z arabsko-żydowskiej organizacji Antifa działającej w Palestynie. Oenerowskie pismo „ABC” skomentowało to wydarzenie następująco: „Od paru tygodni grasuje po Polsce wprowadzony przez pół-komunistyczną żydowską partię Poalej Syjon – lewicę (…) podobno rodowity Arab palestyński, przedstawiciel organizacji »Antifa«, mającej na celu znalezienie możności współżycia między Arabami a Żydami w Palestynie”, a dalej: „Antifa nie jest żadnym magicznym arabskim słowem, ale znaczy po prostu: Anti-Faschismus (…) doprawdy dość mamy własnych skomunizowanych Beduinów, byśmy ich mieli jeszcze importować z Transjordanii”. Podczas wojny funkcjonowały Żydowskie organizacje antyfaszystowskie, jak Żydowska Organizacja Bojowa i Blok Antyfaszystowski.

### Lata 90.

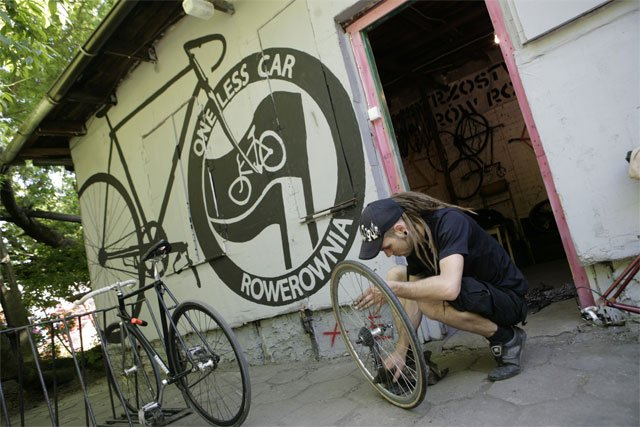
Logo Antify przed warsztatem rowerowym, squat Rozbrat

Na początku lat 90. XX wieku koncerty punkowe oraz festiwale alternatywne były zakłócane przez grupy nacjonalistycznych skinheadów. Początkowo konflikt pomiędzy osobami o poglądach antyfaszystowskich a działaczami odwołującymi się do ideologii narodowych miał charakter walki subkultur, z czasem jednak przyjął wymiar polityczny. W całej Polsce powstawały nierejestrowane grupy antyfaszystowskie zwane ekipami. Od tego czasu w całej Polsce powstawały nierejestrowane grupy antyfaszystowskie. Do pierwszych z nich zaliczyć można wrocławski Anti-Nazi Front, Radykalna Akcja Antyfaszystowska czy grupy Skinheads Against Racial Prejudice (SHARP). Składały się z członków kontrkultur oraz anarchistów stawiających opór bojówkom Narodowego Odrodzenia Polski, Polskiej Wspólnoty Narodowej, Polskiego Frontu Narodowego, a także neonazistowskim gangom niezwiązanym z partiami.
W 1993, w czasie marszu sprzeciwiającego się karaniu osób posiadających narkotyki, manifestanci zostali zaatakowani przez działaczy Polskiej Wspólnoty Narodowej. Zdarzenie to doprowadziło do powstania nieformalnej grupy o nazwie Radykalna Akcja Antyfaszystowska. Jej celem stało się zorganizowanie grup osób, których zadaniem było ochranianie demonstracji i lokali oraz fizyczna konfrontacja z przeciwnikami.

### XXI w.

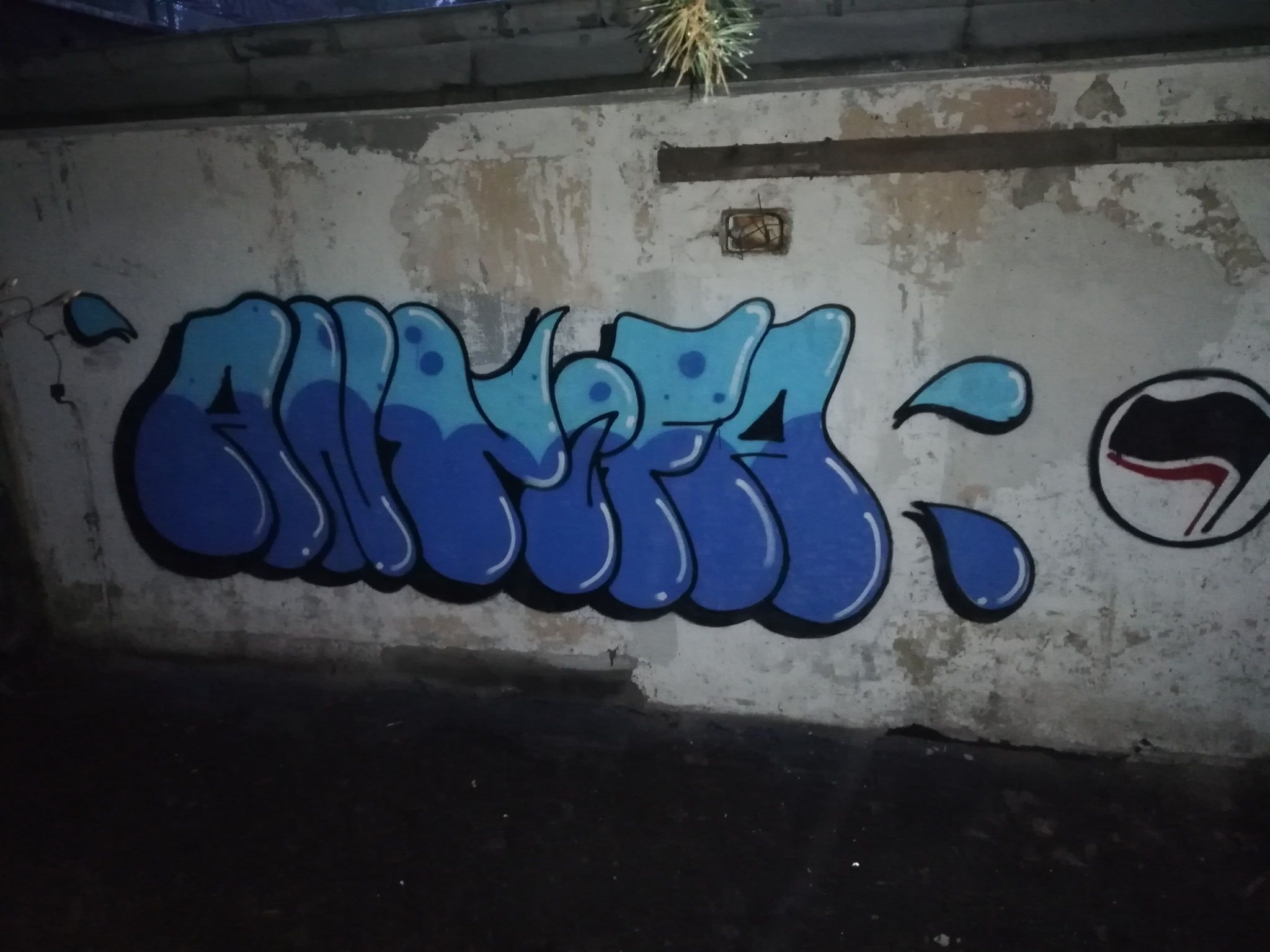
Graffiti Antify w Olsztynie (2021)

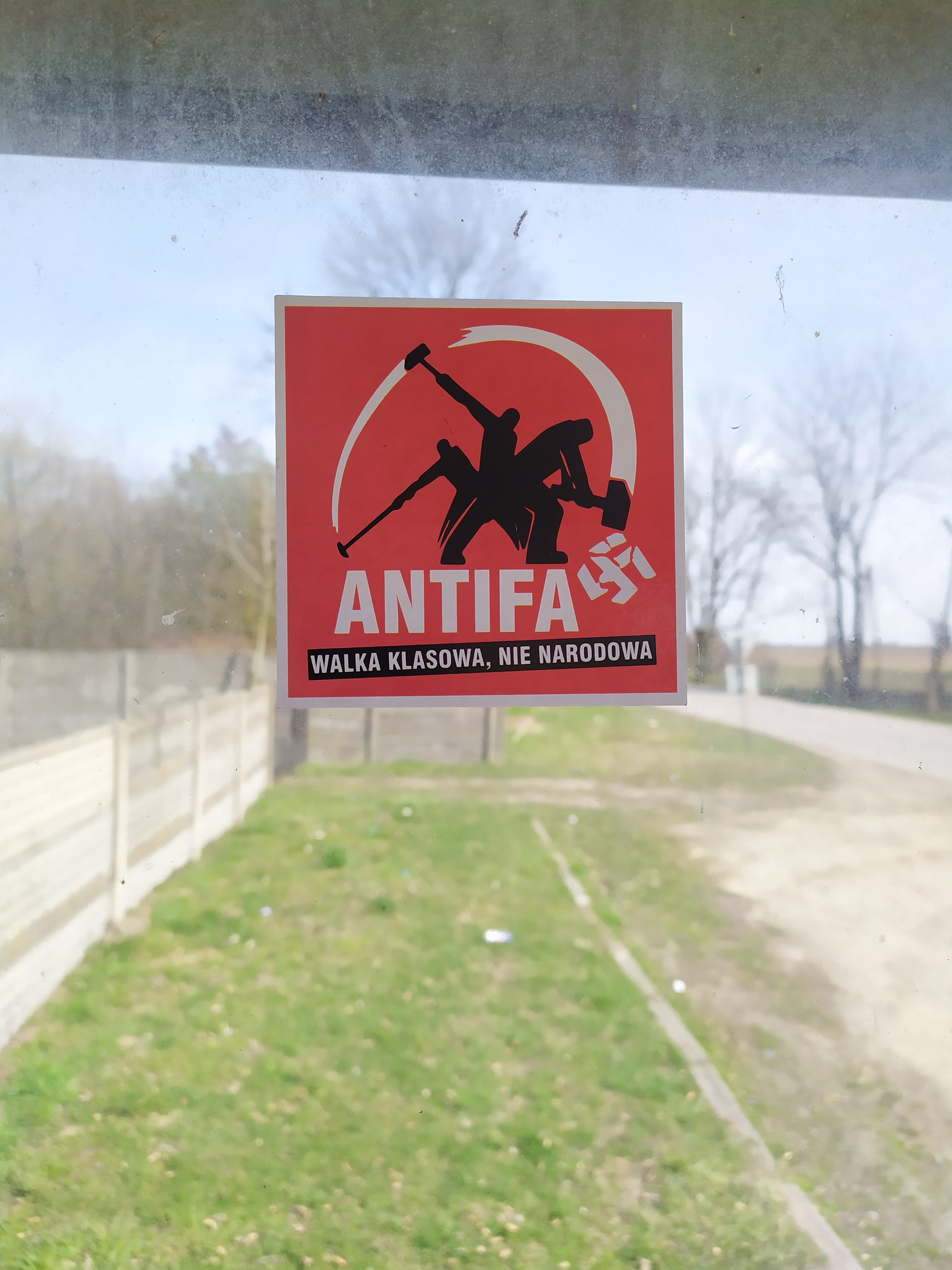
Wlepa Antify

Tak jak w latach 90. ruch Antify w Polsce był zdominowany przez środowiska anarchistyczne, tak od początku XXI w. pojawiły się inne wpływy. Zaczęto w ramach ruchu używać symbolu Trzech Strzał, który nawiązuje do ruchu antyfaszystowskiego z międzywojennej Polski oraz Frontu Żelaznego. Różne grupy zajmują się patrolowaniem ulic, zamazywaniem rasistowskich, faszystowskich czy nacjonalistycznych symboli; wydawaniem prasy, organizacją treningów samoobrony czy blokowaniem, jak i również ochroną manifestacji. Niekiedy polscy antyfaszyści współpracują z antyfaszystami z innych krajów, m.in. z Niemiec – kiedy biorą udział w blokadach neonazistowskich manifestacji w Niemczech, a niemieccy w blokadach manifestacji w Polsce. Polscy antyfaszyści wielokrotnie brali udział w blokadach corocznych marszów niemieckich nacjonalistów w Dreźnie w rocznicę zbombardowania tego miasta.
W okresie wzrostu popularności internetu w Polsce, zaczęły pojawiać się portale internetowe czy blogi prowadzone przez grupy i osoby prywatne powiązane z ruchem Antify. Jako przykłady takich stron można przytoczyć blogi działające pod nazwą Antifa Wildeast, Wieści z antyfaszystowskiego frontu czy Narodowa Antifa.
W grudniu 2011 nieznani sprawcy zniszczyli drzwi gabinetu dr. Pawła Nowaka, który pozytywnie zaopiniował symbole Narodowego Odrodzenia Polski (m.in. „zakaz pedałowania”). Namalowali oni sprayem krzyż celtycki, dopisali „na celowniku” oraz rozwiesili plakat z napisem „Studenci, nikt, kto toruje drogę faszystom, nie zasługuje na szacunek, ale na bojkot i pogardę”. Po tym wydarzeniu, w sieci miały pojawić się komentarze osób powiązanych z Antifą, które przyznawały się do czynu. W tym samym roku, Wojciech Wybranowski z Rzeczpospolitej miał zdobyć dostęp do wewnętrznego forum internetowego Antifa Skins, na którym jego użytkownicy chwalili się napaściami na inne osoby. Na forum miały być również dostępne informacje o zaatakowaniu 17 września tzw. Marszu Bohaterów, upamiętniającego polskich oficerów zamordowanych w Katyniu.
W 2012 na jednym z portali internetowych mających być związanych z Antifą, zostały zamieszczone nazwiska i adresy 450 ludzi, którym przypisywano faszystowskie poglądy i zachęcano do „podjęcia działań wymierzonych w te osoby”. Warszawska prokuratura wszczęła w tej sprawie postępowanie, ale latem zostało ono umorzone.
W 2009 powstał ruch Porozumienie 11 Listopada. Skupiał on takie organizacje jak Krytyka Polityczna, Kampania przeciw Homofobii, Ogólnopolskie Porozumienie Związków Zawodowych, a także różne organizacje anarchistyczne i lewicowe. Liczył około 100 członków i nie posiadał stałej siedziby, jednak organizowane przez nie manifestacje o charakterze antyfaszystowskim przyciągały tysiące osób i zazwyczaj zyskiwały rozgłos medialny. Choć Porozumienie nie współpracowało z żadnym ugrupowaniem politycznym, w akcjach pod jego patronatem brali udział także politycy, działacze społeczni, reprezentacje większych organizacji, a także ekipy Antify. Działalność Porozumienia w swoim założeniu miała charakter pokojowy. Do 2011 główną inicjatywą ruchu były coroczne blokady Marszów Niepodległości, jednak po 2012 porzucono tę metodę i zamiast tego ruch skupił się na organizowaniu alternatywnych marszy.
11 października 2017 powstała Koalicja Antyfaszystowska Zmowa Powszechna. W jej skład weszło kilkanaście organizacji, m.in. Ogólnopolski Strajk Kobiet, Otwarta Rzeczpospolita, kolektyw Syrena, Obywatele RP i Uniwersytet Zaangażowany. Organizatorzy oświadczyli, że ich celem jest przeciwstawienie nacjonalizmowi, rasizmowi, seksizmowi i nienawiści innych wartości – wolności, równości, solidarności i wzajemnej pomocy. Domagają się delegalizacji ONR i Młodzieży Wszechpolskiej. Organizatorzy zapowiedzieli też o walkę z tym jak ich zdaniem nacjonaliści przedstawiają historię i wyrazili opinię, że władza (wówczas Prawo i Sprawiedliwość i Rząd Beaty Szydło) wzmacnia i wpuszcza w swoje szeregi narodowców.

#### Fałszywe oskarżenia
W drugiej dekadzie XXI wieku politycy oraz inne osoby publiczne próbowały oskarżać Antifę o dokonywanie prowokacji, aktów wandalizmu lub napaści. Oskarżenia te były jednak wnoszone na podstawie fałszywych źródeł informacji (por. hoax) lub bez podawania źródeł. W grudniu 2016 sekretarz stanu w Kancelarii Prezesa Rady Ministrów Paweł Szefernaker oświadczył, że członkowie Antify rzucali się pod samochody posłów i agresywnie zachowywali w czasie spontanicznych protestów przed Sejmem. Antyfaszystowska Warszawa zaprzeczyła tym oskarżeniom.
W październiku 2020, w czasie protestów przeciwko zaostrzeniu przepisów dotyczących aborcji w Polsce, w internecie krążyła pogłoska rozpowszechniana przez środowisko polskich nacjonalistów, o mającej przyjechać na protest 30 października bojówce niemieckiej Antify. Pogłoska pojawiła się 27 października na koncie twitterowym Marcina Palade, a następnie Łukasza A. Jankowskiego oraz Roberta Winnickiego. Kolejnego dnia prezes Stowarzyszenia Marsz Niepodległości oraz Roty Niepodległości Robert Bąkiewicz wspomniał o obecności niemieckich „bojówek” Antify. Informacja ta była następnie powielana przez prawicowe media, przy czym nie został przedstawiony żaden dowód na poparcie owych doniesień. W czasie samego protestu 30 października w Warszawie dokonano kilku napadów na marsz, a policja zatrzymała 37 osób, z czego 35 z nich było znanych policji przez związki ze środowiskiem pseudokibicowkim. W oficjalnej informacji prasowej policja stołeczna poinformowała, że wśród zatrzymanych nie było żadnej osoby związanej z Antifą.

## Ekipyi inne grupy

### Ekipy
Na początku lat 90. XX wieku koncerty punkowe oraz festiwale alternatywne były zakłócane przez grupy nacjonalistycznych skinheadów. Początkowo konflikt pomiędzy osobami o poglądach antyfaszystowskich a działaczami odwołującymi się do ideologii narodowych miał charakter walki subkultur, z czasem jednak przyjął wymiar polityczny. Od tego czasu w całej Polsce powstawały nierejestrowane grupy antyfaszystowskie zwane ekipami. W 2012 szacowano, że do takich ekip należy około 300 osób, działających między innymi w Warszawie, Łodzi, Poznaniu, Białymstoku, Jaworznie i Wrocławiu. Ich działania były wymierzone głównie w skinheadów, nacjonalistów i miejscowych chuliganów.
Działalność ekip niejednokrotnie miała charakter agresywny, a w sprawie ich akcji interweniowała policja. W listopadzie 2005 jedna z ekip napadła na grupę osób składających wieniec na grobie przedwojennego nacjonalisty Jana Stachniuka na Cmentarzu Powązkowskim. Policja zatrzymała pięciu antyfaszystów, natomiast dwóch z 15 zaatakowanych mężczyzn trafiło do szpitala. 22 maja 2010, na okoliczność 77. rocznicy powstania ONR, nacjonaliści zorganizowali manifestację w Lublinie. Została ona zablokowana przez członków Antify. Policja zatrzymała wówczas kilkudziesięciu uczestników blokady. W grudniu 2011 antyfaszyści zniszczyli drzwi gabinetu dr. Pawła Nowaka, który pozytywnie zaopiniował symbole Narodowego Odrodzenia Polski, krzyża celtyckiego oraz „zakaz pedałowania”. Namalowali oni sprayem celownik, dopisali na celowniku oraz rozwiesili plakat z napisem Studenci, nikt, kto toruje drogę faszystom, nie zasługuje na szacunek, ale na bojkot i pogardę.

### Inne grupy nieformalne i formalne

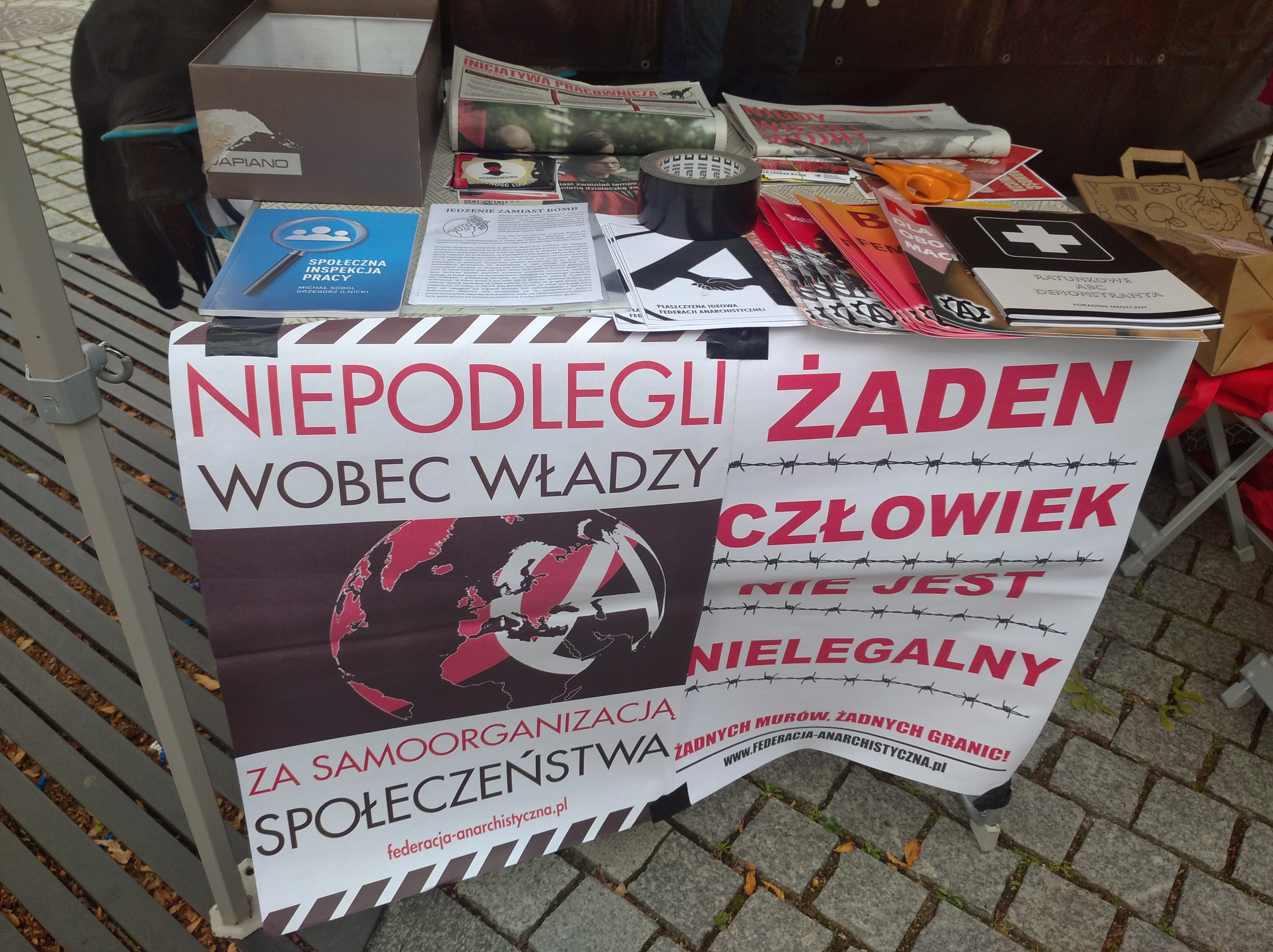
Stoisko Federacji Anarchistycznej w Zielonej Górze, 4 czerwca 2022

Do niektórych z istniejących w Polsce nieformalnych grup Antify należą: Radykalna Akcja Antyfaszystowska, Antyfaszystowska Warszawa, Koalicja Antyfaszystowska „Zmowa Powszechna”, 161 Crew, Antyfaszystowski Kraków, Antifa Jaworzno, Antyfaszystowski Przemyśl Przychodnia Skłot, Kolektyw Syrena, Federacja Anarchistyczna, Rytmy Oporu, Studencki Komitet Antyfaszystowski czy Razem przeciwko Nacjonalizmowi. Do ruchów nieformalnych, określających się jako antyfaszystowskie należy również PPS Niepodległość czy grupa Obywatele RP. Do polskich antyfaszystowskich zespołów muzycznych zaliczyć można między innymi Dezerter, The Analogs, Eye for an Eye czy Hańba!.
Antifa w Polsce zajmuje się wydawaniem prasy, jak również prowadzeniem portali publicystycznych, do których można zaliczyć m.in. 161 Crew, Pod brukiem leży plaża czy Czarna Teoria. W przypadku prasy ukazywały bądź ukazują się takie tytuły jak: Alerta!, Pod brukiem leży plaża czy anarchistyczne A-Tak, Inny Świat i Czarny Sztandar.
Działają także organizacje pomocy prawnej, które udzielają darmowej pomocy dla osób zatrzymanych przez policję w czasie protestów, akcji bezpośrednich, nieposłuszeństwa obywatelskiego czy innymi związanymi z działalnością antyfaszystowską. Przy czym działania grup nie ograniczają się wyłącznie do pomocy osobom związanym z ruchem Antify. W Polsce do tego typu inicjatyw zaliczyć można Kolektyw Szpila oraz Anarchistyczny Czarny Krzyż.
Istnieją również organizacje pozarządowe, mające charakter antyfaszystowski, monitorujące bezprawne akty nienawiści na tle rasowym, religijnym czy etnicznym, np. Ośrodek Monitorowania Zachowań Rasistowskich i Ksenofobicznych.
Mimo iż Antifa jest z założenia ruchem nieformalnym i niehierarchicznym, wśród najbardziej kojarzonych z nią aktywistów i aktywistek wymienić można Lidię Domańską, Rafała R. Suszka, Martę Puczyńską, Grzegorza Prujszczyka czy Laurie Debeni.

## Wiece i manifestacje

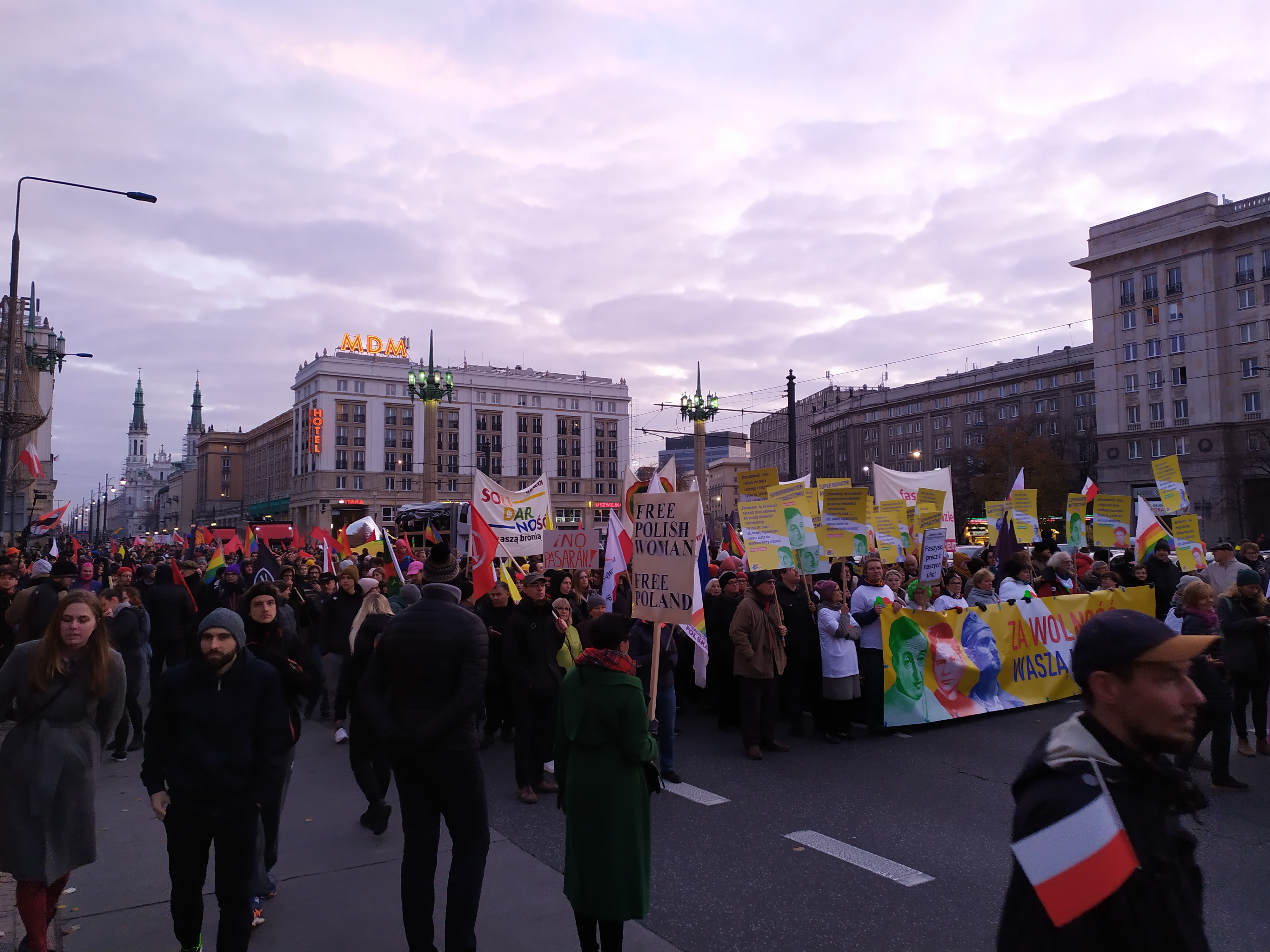
Marsz Antyfaszystowski w Warszawie, 11 listopada 2019

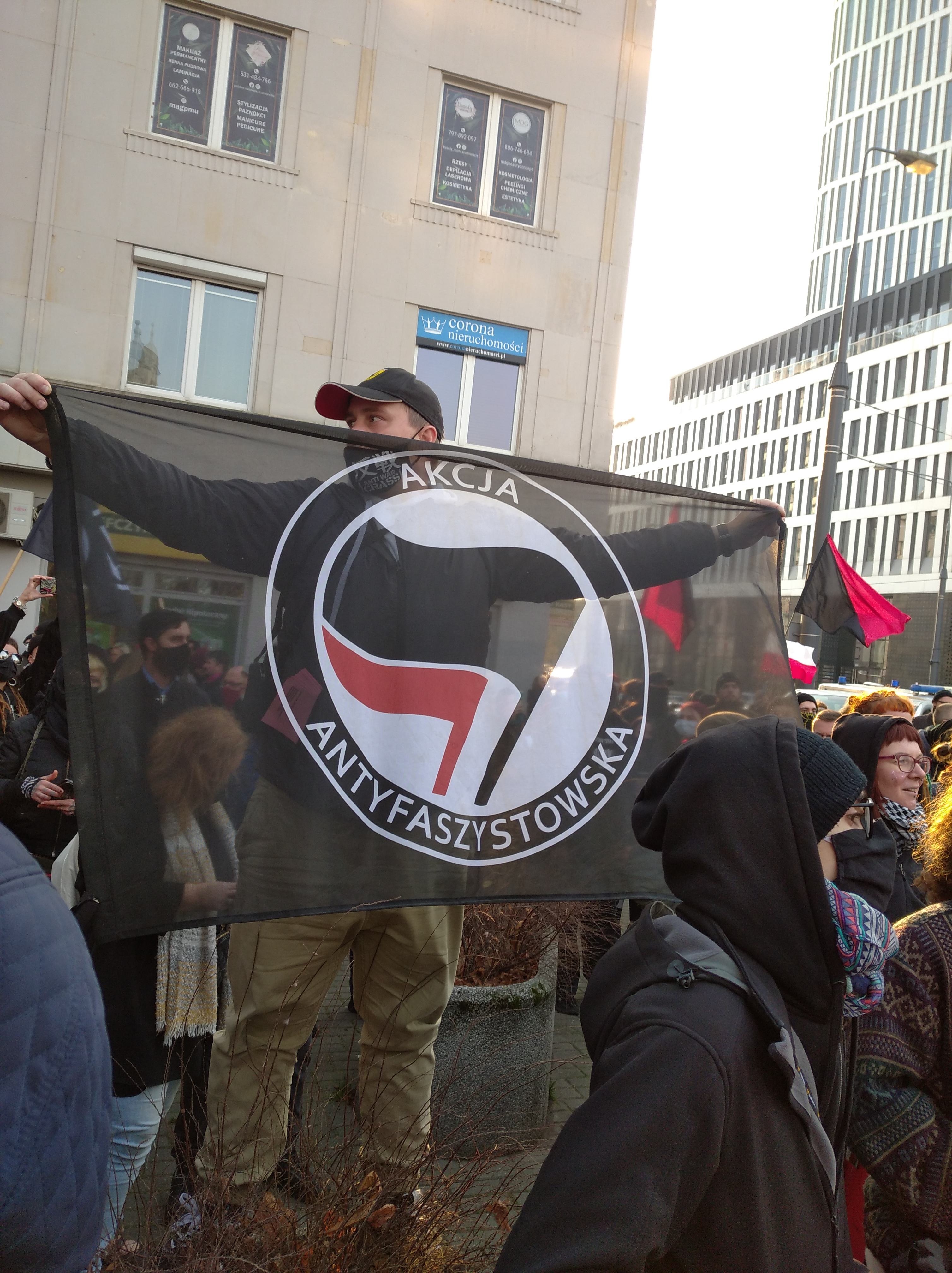
Uczestnik antyfaszystowskiego streetparty „Za wolność Waszą i Naszą!”, Warszawa 11 listopada 2021

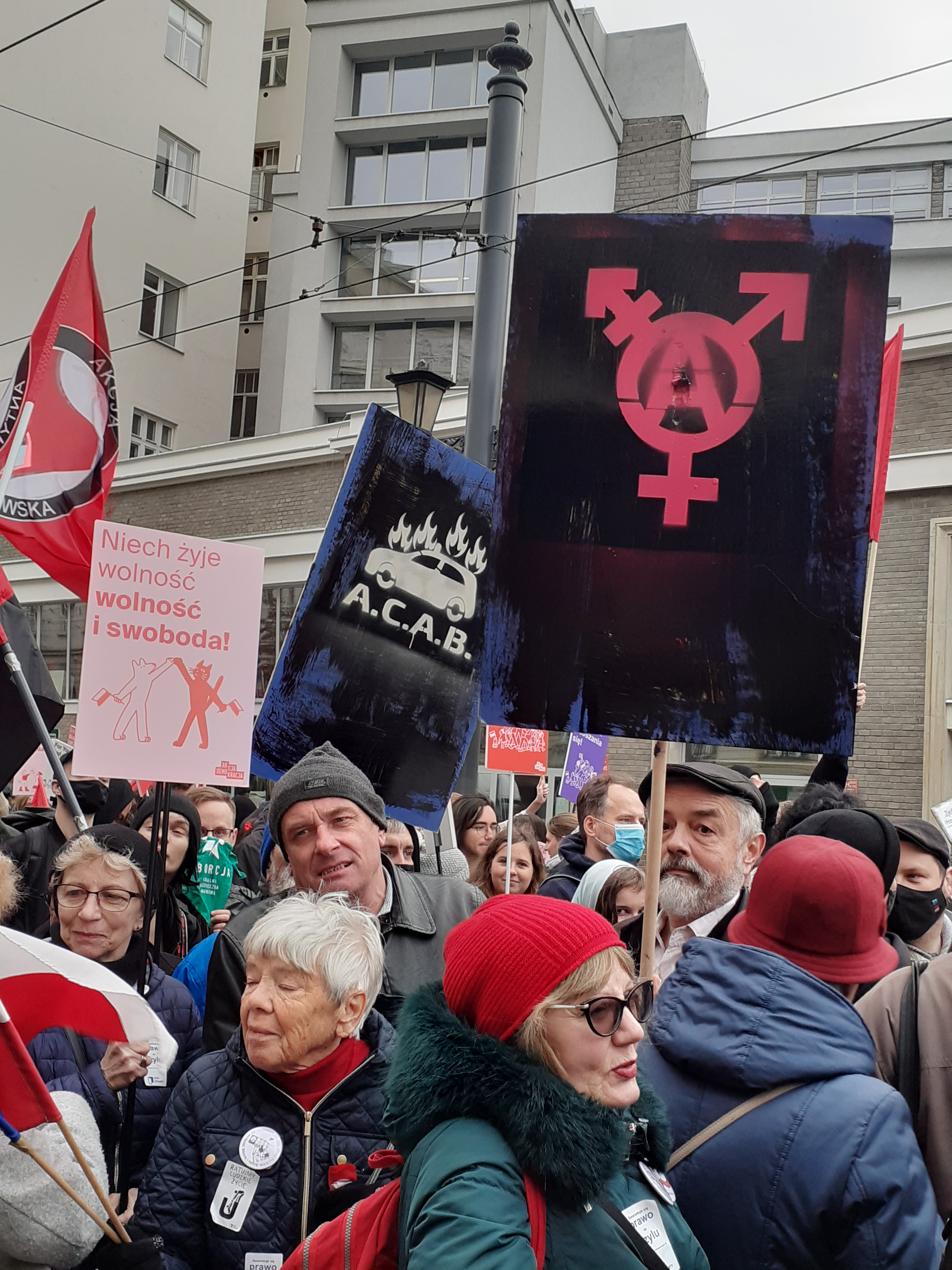
Uczestnicy marszu antyfaszystowskiego w Warszawie w 2022

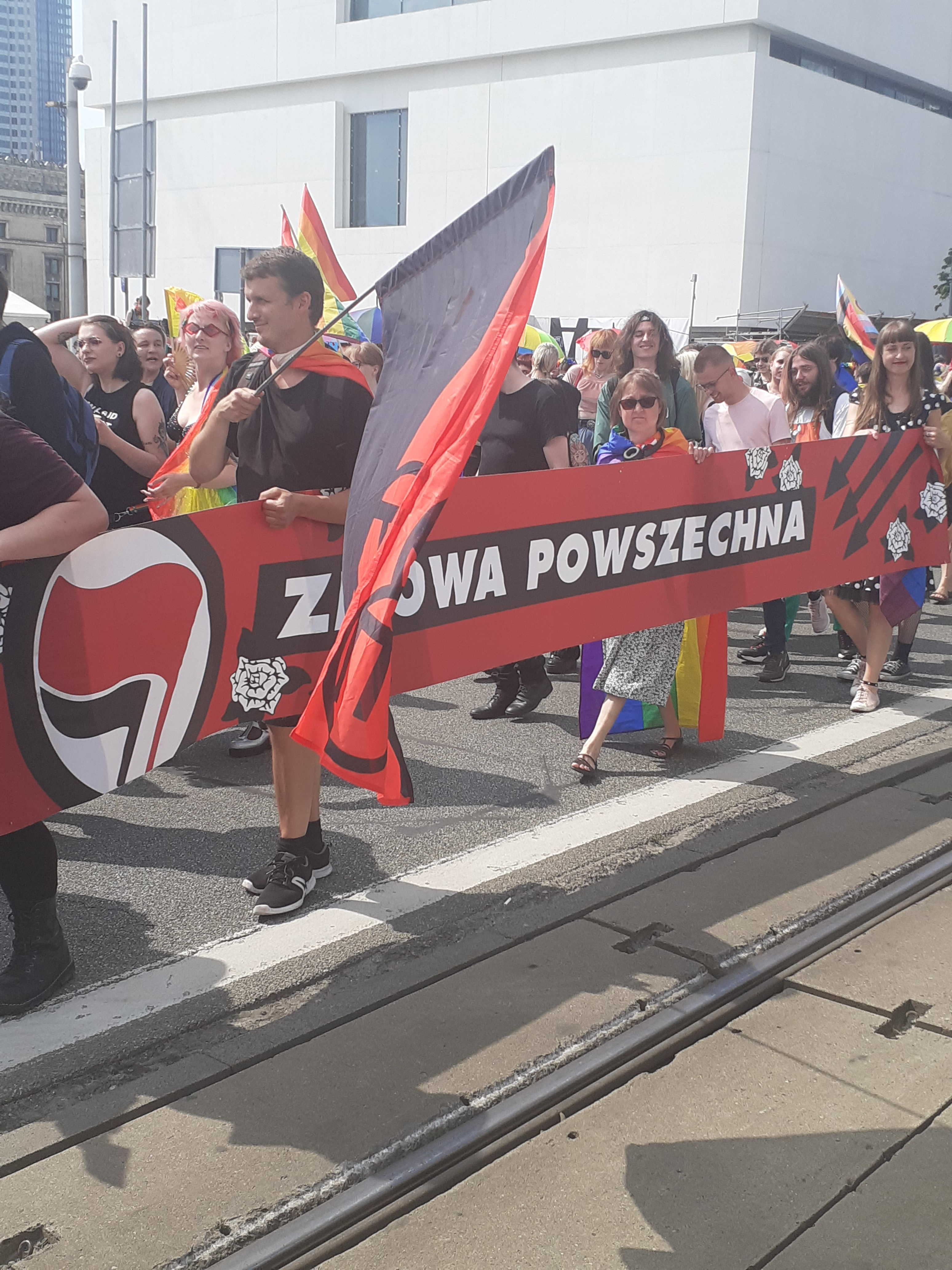
Antyfaszystowska symbolika na banerze niesionym w trakcie Parady Równości w 2023

- 12 stycznia 2008 grupa Antifa Białystok zorganizowała manifestację, w której wzięło udział ponad sto osób. Antyfaszystowski marsz, zorganizowany w tym mieście pierwszy raz od trzech lat, był odpowiedzią na dewastacje miejsc pamięci po białostockich Żydach i malowanie swastyk na murach[86].
- 11 listopada 2009 Porozumienie 11 listopada zorganizowało pikietę pod warszawskim przystankiem metra przy Świętokrzyskiej i blokowało Nowy Świat[87][88]. Wśród przemawiających na pikiecie była Halina Bortnowska. Część osób odłączyła się od pikiety by na własną rękę zablokować Marsz Niepodległości na ulicy Senatorskiej. Porozumienie oskarżyło policję o wprowadzenie do tłumu przy metrze tajniaków, którzy prowokowali pikietujących[87]. Tego samego dnia grupa 120 antyfaszystów próbowała zablokować Marsz Niepodległości na ulicy Senatorskiej, nie wiedząc, że trasa marszu została zmieniona. Doszło do szarpaniny z policją, w czasie której zatrzymano 14 osób[87].
- 11 listopada 2010 miała miejsce największa antyfaszystowska blokada. Wzięło udział ponad 3 tys. osób. Akcję wspomagała Gazeta Wyborcza, której przedstawiciele rozdawali blokującym gwizdki do zagłuszania haseł nacjonalistów. W blokadzie wziął udział ruch Rytmy Oporu i po raz kolejny Halina Bortnowska. Manifestujący blokowali ulicę spiętymi ze sobą rowerami. Spod kontroli wymknęli się członkowie Radykalnej Akcji Antyfaszystowskiej, którzy pobiegli w stronę narodowców i zaczęli rzucać w nich kostką brukową. Policja otoczyła blokadę kordonem i zmieniła trasę Marszu. Tego dnia masowo były blokowane także strony internetowe o tematyce nacjonalistycznej[62].
- 11 listopada 2011 porozumienie zorganizowało wiec Kolorowa Niepodległa[89]. W wiecu brał udział między innymi Jacek Żakowski[90]. Doszło wtedy do starć między uczestnikami Marszu Niepodległości a wiecem. Zatrzymano w sumie 210 osób, w tym 92 Niemców i dwóch innych obcokrajowców. Organizatorzy obu manifestacji potępili zamieszki, ale odmówili wzięcia na siebie odpowiedzialności za nie. Wcześniej osoby z ruchu niemieckiej Antify zapowiadały uczestnictwo w blokadzie. Pięcioro z zatrzymanych Niemców zostało zidentyfikowanych jako działacze Antify i w grudniu 2011 zostali skazani przez warszawski sąd na kary od 6 do 10 miesięcy pozbawienia wolności w zawieszeniu za udział w zbiegowisku i atakowanie policjantów[91][92].
- 15 kwietnia 2012 ulicami Białegostoku przeszła manifestacja Stop faszystowskiej przemocy. Wyrażała ona sprzeciw wobec przejawów agresji na tle rasistowskim i ksenofobicznym. Manifestacja została zorganizowana w odpowiedzi na liczne brutalne wydarzenia jakie miały miejsce w tym mieście. Zaliczało się do nich pobicie i okaleczenie Ormianina, zastraszanie pracowników klubu Rejs, napad na klientów klubu Pub Fiction i pobicie ze skutkiem śmiertelnym (podejrzani byli związani z Krew i Honor)[93]. Demonstracja odbyła się bez incydentów, z wyjątkiem wylegitymowania przez policję kilku mężczyzn, którzy mogli chcieć zakłócić przebieg marszu[94].
- 11 listopada 2012 Porozumienie 11 listopada po raz pierwszy postanowiło nie organizować blokady. Zamiast tego, zorganizowało swój własny marsz, alternatywny do Marszu Niepodległości[95]. Marsz antyfaszystów Razem Przeciwko Faszyzmowi i Nacjonalizmowi przeszedł obok miejsc związanych z aktami przemocy ze strony nacjonalistów. W swoim oświadczeniu organizatorzy napisali, że celem marszu jest obnażyć oblicze, ciągłość i wspólne korzenie przedwojennych i współczesnych ugrupowań faszyzujących w Polsce i przypomnieć historię polskiego ruchu antyfaszystowskiego[96].
- 18 czerwca 2013 kolektyw Antyfaszystowska Warszawa zorganizował przed ambasadą Rosyjską pikietę solidarnościową z Aleksiejem Gaskarowem, rosyjskim antyfaszystą, który w został aresztowany pod zarzutem udziału w zamieszkach i przemocy wobec urzędników w czasie demonstracji, która miała miejsce rok wcześniej. Antyfaszystowska Warszawa wywiesiła też bilbord promujący akcję w centrum Warszawy[97].
- 9 listopada 2013 Koalicja Razem przeciwko Nacjonalizmowi urządziła manifestację ku pamięci Nocy Kryształowej[64][60], kiedy Porozumienie 11 Listopada wyjątkowo postanowiło nie organizować własnej manifestacji[34]. Decyzja o organizacji marszu w inny dzień niż Narodowe Święto Niepodległości, zapowiedź braku blokady i jawna deklaracja organizatorów, że marsz nie ma w swoim założeniu być alternatywą dla Marszu Niepodległości wywołała kontrowersje w środowisku antyfaszystowskim[34]. W 2013 w demonstracji wzięła udział między innymi Antyfaszystowska Warszawa i Ogólnopolskie Porozumienie Związków Zawodowych, nie odnotowano żadnych incydentów[64].
- 9 listopada 2014 koalicja Razem przeciwko Nacjonalizmowi ponownie urządziła manifestację z okazji rocznicy Nocy Kryształowej. Udział w niej wzięły Antyfaszystowska Warszawa, 161 Crew, Przychodnia Skłot, Kolektyw Syrena, Pracownicza Demokracja, Warszawska Federacja Anarchistyczna[60], Polska Partia Pracy – Sierpień 80 i Koalicja Ateistyczna[98]. Odnotowano jeden incydent – doszło do szarpaniny pomiędzy Antifą, a członkami Komunistycznej Młodzieży Polski, którzy chcieli przyłączyć się do marszu[99][14]. Policja ukarała sześciu uczestników szarpaniny mandatami[60][93].
- 7 listopada 2015 odbył się trwający trzy godziny marsz Solidarność zamiast nacjonalizmu[100]. Został on zorganizowany we współpracy z innymi formalnymi organizacjami i nieformalnymi grupami: Pracownicza Demokracja, Antyfaszystowska Warszawa, 161 Crew, Centrum Wielokulturowe w Warszawie, Fundacja Inna Przestrzeń i polski oddział Amnesty International[101][102]. Około 1000 osób przeszło warszawskim Śródmieściem. Wśród uczestników był Mateusz Kijowski, który jednak stwierdził po marszu, że uczestnicy antyfaszystowskiej demonstracji niczym nie różnią się od uczestników Marszu Niepodległości i nigdy więcej nie wziął udziału w podobnej akcji[90]. Na trasie marszu znalazły się między innymi Pomnik Bohaterów Getta i gmach Zachęty. Jak stwierdził jeden z organizatorów, nie miała być to kontrmanifestacja wobec Marszu Niepodległości, a jedynie demonstracja w proteście przeciwko agresywnemu zachowaniu nacjonalistów i nawoływaniu do łamania praw człowieka. W wystąpieniach w czasie marszu nawoływano do pomocy syryjskim uchodźcom i obarczano Unię Europejską współodpowiedzialnością za kryzysy, które spowodowały ich napływ. Nie odnotowano żadnych przypadków łamania prawa przez demonstrantów[100].
- 11 listopada 2016 Porozumienie 11 listopada zorganizowało marsz Sprzeciw się nacjonalizmowi – za wolność naszą i waszą. Wśród organizatorów byli także Kolektyw Syrena, Partia Razem, Antyfaszystowska Warszawa, Warszawska Federacja Anarchistyczna, fundacja Feminoteka, Inicjatywa Pracownicza i Partia Zieloni[103][104][105]. W marszu wzięły udział liczne organizacje, fundacje i grupy nieformalne, takie jak: Przychodnia Skłot, Dziewuchy Dziewuchom, Pracownicza Demokracja, Ogólnopolskie Porozumienie Związków Zawodowych, Warszawski Chór Rewolucyjny Warszawianka i Miłość nie wyklucza[106]. Manifestacja przeszła ulicami: Krakowskie Przedmieście, pl. Piłsudskiego, pl. Małachowskiego, Królewska, Nowy Świat i Świętokrzyska na pl. Powstańców Warszawy. Uczestnicy zatrzymywali się na trasie m.in. przed Pałacem Prezydenckim, Zachętą, Uniwersytetem Warszawskim i Ministerstwem Finansów[104]. minister spraw wewnętrznych i Administracji Mariusz Błaszczak ogłosił, że w marszu wzięło udział ok. 900 osób, jednak według organizatorów było ich ok. 5000. W czasie marszu nie doszło do incydentów[105].
- 7 maja 2017, w rocznicę kapitulacji III Rzeszy przed aliantami, w Tczewie odbyła się Pikieta Przeciw dyskryminacji i Faszyzmowi zorganizowana przez nieformalną koalicję Tczew bez nienawiści. Odbyła się przy ulicy Pomorskiej 17[107], pomiędzy dworcem PKP a Galerią Kociewską[108]. Wzięły w niej udział środowiska lewicowe, a wśród nich przedstawiciele Antify oraz Feministycznej Brygady Rewolucyjnej (FeBRa)[108]. Młodzież Wszechpolska zorganizowała kontrmanifestację, w której udział wzięli także Obóz Narodowo-Radykalny, środowiska kibicowskie oraz przedstawiciele ruchu pro-life z transparentami przeciwko aborcji[107]. Do bójki doszło przed godziną 14:00[109], w momencie, kiedy jeden z uczestników pikiety narodowców próbował wyrwać flagę manifestantce z przeciwnego obozu. W starciu uczestniczyło po kilkanaście osób z obu stron. Policja w dwóch radiowozach, w tym jednym nieoznakowanym, wjechała na plac dopiero po zakończeniu bójki. Uczestnicy manifestacji oraz jej obserwatorzy zarzucają policji brak interwencji. Według Dziennika Bałtyckiego, jeden z policjantów miał powiedzieć, że w czasie bójki policjanci nie interweniowali w obawie o swoje bezpieczeństwo[107]. Asp. sztab. Dawid Krajewski oświadczył, że grupa skrajnej prawicy prawdopodobnie wkroczyła na teren manifestacji środowisk antyfaszystowskich[109], ale ze wstępnych ustaleń wynika, że nie doszło w tym miejscu do przestępstwa. Nikogo nie zatrzymano w związku ze zdarzeniem[108].
- 11 listopada 2017 Koalicja Antyfaszystowska Zmowa Powszechna zorganizowała kolejną manifestację alternatywną do Marszu Niepodległości. Hasło marszu brzmiało Za wolność waszą i naszą[35]. W marszu wzięli udział między innymi Antyfaszystowska Warszawa, Autonomiczna Przestrzeń Edukacyjna, Codziennik Feministyczny, Feministyczna Brygada Rewolucyjna FeBRa, Kolektyw Przychodnia, Kolektyw Syrena, Obywatele RP, Opinia Bieżąca, Porozumienie Kobiet 8 Marca, Partia Razem, Pracownicza Demokracja, Queer Solidarnie, Stowarzyszenie Wszyscy Razem, Warszawska Komisja Środowiskowa OZZ Inicjatywa Pracownicza, Warszawski Chór Rewolucyjny, Warszawski Strajk Kobiet, Partia Zielonych i Żydowski Blok Antyfaszystowski[110][111][35]. Marsz ruszył około godziny 14:30 z placu Politechniki, przeszedł ulicą Mokotowską, a później przez plac Zbawiciela. Po kilkunastominutowym postoju na placu Trzech Krzyży i skandowaniu haseł pod adresem uczestników Marszu Niepodległości uczestnicy manifestacji antyfaszystowskiej ruszyli ulicą Wiejską przed budynek Sejmu, gdzie ich demonstracja zakończyła się po godzinie 16:00. Policja i specjalne bariery odgradzały uczestników marszu od Nowego Światu i Alei Jerozolimskich, którymi przechodził Marsz Niepodległości. Wcześniej policja zatrzymała grupę Obywateli RP kontrmanifestujących przy trasie Marszu Niepodległości. Zostali oni przewiezieni na komendę. Grupa około 200 antyfaszystów po zakończeniu oficjalnego marszu przeszła pod komendę śródmiejskiej policji przy ul. Wilczej, gdzie skandowali: Uwolnić zatrzymanych i Wolność, równość, pomoc wzajemna. Protestujący przed komendą rozeszli się około godziny 17:00[35][36].

- 15 listopada 2017 w centrum Poznania odbyła się pikieta antyfaszystów, wśród których byli członkowie partii Razem, grupy Stonewall i Komitetu Obrony Demokracji. Bezpośrednim przyczynkiem manifestacji było spotkanie z posłem Robertem Winnickim, szefem Ruchu Narodowego, które odbyło się w pubie Reduta przy ulicy Strzałowej. Antyfaszyści spotkali się, by wygwizdać to spotkanie. W pobliżu manifestowali też nacjonaliści, którzy skandowali hasła przeciwko ruchowi antyfaszystowskiemu. Policjanci odgradzali obie pikiety, a po pewnym czasie zaczęli spychać członków zgromadzenia nacjonalistów w głąb ulicy Strzałowej, ponieważ ich pikieta nie była zgłoszona, więc została uznana za nielegalną. Narodowcy tłumaczyli jednak, że przyszli na spotkanie z posłem i na zmianę wchodzili i wychodzi z Reduty aby uniknąć oskarżenia o nielegalne zgromadzenie. Przedstawiciele obu grup nawoływali, by nie dać się sprowokować. Nie doszło do poważniejszych starć. Andrzej Borowiak, rzecznik wielkopolskiej policji oszacował, że po obu stronach zebrało się po około 450-500 osób[112].
- 1 maja 2018 Studencki Komitet Antyfaszystowski i Obywatele RP, wraz z innymi grupami Antify, zorganizowali w Warszawie na skrzyżowaniu Nowego Światu i ul. Świętokrzyskiej blokadę demonstracji neonazistowskiej formacji Szturmowcy. Dzięki wykorzystaniu elementów otoczenia (betonowych zapór drogowych) i zaskoczenia blokada odniosła sukces.
- 11 listopada 2018 odbyła się demonstracja antyfaszystowska w Warszawie, tak jak w poprzednich latach pod nazwą „Za wolność waszą i naszą!”, i z podtytułem „Prawa zdobywa się w walce”, organizowana przez Koalicję Antyfaszystowską. Według organizatorów zgromadziła ok. 8 tysięcy osób[113].
- Na 6 kwietnia 2019 swoją demonstrację na kampusie Uniwersytetu Warszawskiego zapowiedziało konserwatywno-narodowe Stowarzyszenie Studentów Polskich, zrzeszające studentów o prawicowych sympatiach. Studencki Komitet Antyfaszystowski przeprowadził kontrdemonstrację do tego wydarzenia pod nazwą „Tu się uczy, nie heiluje!”. Niedługo przed podaną przez SSP godziną rozpoczęcia swojej pikiety Rektor UW zabronił im wejścia na teren kampusu. Ostatecznie na Krakowskim Przedmieściu zebrało się więcej antyfaszystów niż prawicowców, co zostało uznane przez SKA za sukces[potrzebny przypis].
- 11 listopada 2019 odbyła się największa w historii III RP demonstracja antyfaszystowska z cyklu manifestacji „Za Wolność Waszą i Naszą!”, tym razem z podtytułem „Za przyszłość naszą i waszą”. Organizatorami wydarzenia były organizacje i inicjatywy: Koalicja Antyfaszystowska, Akcja Demokracja, Antyfaszystowska Warszawa, Porozumienie Kobiet 8 Marca, Studencki Komitet Antyfaszystowski oraz przestrzeń inicjatyw „Syrena”. Manifestacja zgromadziła 12 000 – 15 000 uczestników. W marszu wzięli udział niektórzy politycy Wiosny, Razem, Koalicji Obywatelskiej[114], a także Polskiej Partii Socjalistycznej[115].